# Castilblanco (kommunhuvudort)
Castilblanco är en kommunhuvudort i Spanien.   Den ligger i provinsen Provincia de Badajoz och regionen Extremadura, i den centrala delen av landet, 170 km sydväst om huvudstaden Madrid. Castilblanco ligger 505 meter över havet och antalet invånare är 1 167.
Terrängen runt Castilblanco är huvudsakligen platt, men österut är den kuperad. Castilblanco ligger uppe på en höjd. Runt Castilblanco är det glesbefolkat, med 12 invånare per kvadratkilometer. Närmaste större samhälle är Herrera del Duque, 13,4 km söder om Castilblanco. Trakten runt Castilblanco består i huvudsak av gräsmarker.